# García (udde)
García är en udde i Antarktis. Den ligger i Västantarktis. Argentina, Chile och Storbritannien gör anspråk på området.
Terrängen inåt land är kuperad åt sydost, men åt nordost är den platt. Havet är nära García åt nordväst.  Trakten är obefolkad. Det finns inga samhällen i närheten. 